# 仙台箪笥
仙台箪笥（せんだいたんす）は、宮城県仙台市周辺で江戸時代末期、幕末の動乱期にあたる19世紀半ば頃から作られている箪笥である。その名は大正時代以降に定着したものであり、岩手県の岩谷堂箪笥と並び、欅材に漆を塗り、豪華な金具を打ち付けた「勇壮な作り」と評される。美しい木目を持つケヤキ（欅）やクリ（栗）を主な材料とし、木目を活かした「木地呂塗り（きじろぬり）」と呼ばれる漆塗りの技法と、竜や牡丹、唐獅子などをモチーフとした豪華絢爛な手打ちの飾り金具を特徴とする。
製作は、木地を作る「指物（さしもの）」、漆を塗る「漆塗り（うるしぬり）」、金具を製作・取り付ける「金具（かなぐ）」という、高度に専門化された三つの分野の職人による分業によって成り立っている。2015年（平成27年）6月18日、経済産業大臣指定伝統的工芸品となった。また、日本遺産「政宗が育んだ“伊達”な文化」の構成文化財の一つとしても認定されている。
その起源は武家の実用的な収納家具にあり、明治・大正期には海外輸出向けの美術工芸品として黄金期を迎え、現代では伝統技術の継承と新たな市場開拓という課題に直面しながら、その価値を未来へと繋ぐための多様な取り組みが行われている。

## 概要

### 定義と特徴
仙台箪笥は、その堅牢な作りと華麗な装飾によって定義される。
用材
主な木地材料には、力強く美しい木目が特徴のケヤキが用いられるほか、クリ、スギなども使用される。引き出しの内部など、外から見えない部分には調湿性に優れたキリが使われることが多い。世代を超えて使用されることを前提としており、十分に乾燥させた無垢材を用いることで、高い耐久性を実現している。
漆塗り
代表的な塗装技法は「木地呂塗り（きじろぬり）」である。これは、透明度の高い漆（透漆）を何層にも塗り重ね、その都度研磨を繰り返すことで、鏡のような深い艶を出しつつ、下地のケヤキの木目を透かし見せる高度な技法である。
金具
最も目を引く特徴は、豪華で重厚な手打ちの飾り金具である。これらの金具は単なる装飾ではなく、多数の釘で打ち付けることで箪笥の構造を補強し、堅牢性を高めるという実用的な機能も兼ね備えている。意匠には、武士の好みを反映した竜、牡丹、唐獅子といった勇壮で縁起の良い文様が多く用いられる。
基本形
原型は間口が四尺（約120cm）、高さ二尺五寸（約75cm）、奥行き一尺五寸（約45cm）の横型の一本物（重ねではない一体型の箪笥）とされる。

### 三位一体の職人技
仙台箪笥の製作は、一人の職人が全工程を手掛けるのではなく、厳格な分業制によって支えられている。この体制は、各分野の専門性を高めることで、仙台箪笥の品質を保証してきた。
指物師（さしものし）
木地の製作を専門とする職人。材木の選定から乾燥、加工、そして釘を使わない精緻な組手技法による組み立てまで、箪笥の骨格となる工程を担う。
塗師（ぬりし）
漆塗りを専門とする職人。下塗り、中塗り、上塗りと何十もの工程を経て、数ヶ月かけて漆を塗り重ねては研ぐ作業を行う。
金具師（かなぐし）
飾り金具の製作を専門とする職人。厚さ1mm前後の鉄や銅の板を、自ら製作した数十種類もの鏨（たがね）を使い分け、裏から叩いて文様を浮き出させる「打ち出し」や彫金の技法で立体的な文様を刻み出す。
この分業制は仙台藩政時代からの歴史を汲んでおり、指物師は「御大工町」、塗師は「塗師町」、金具師は伊達政宗が米沢から連れてきた職人が住んだ「御譜代町」と、それぞれ異なる由緒を持つ職人の系譜に連なるとされる。この体制は、仙台箪笥の品質を最高水準に保つ源泉であると同時に、現代における構造的な脆弱性の要因ともなっている。各分野が高度に専門化しているため、一つの分野でも職人が途絶えれば、製品全体が完成しなくなるというリスクを内包する。これは、需要の減少が職人の育成停滞を招き、それが更なる生産能力の低下と需要の喪失に繋がるという、多くの日本の伝統工芸が直面する構造的問題である。

## 歴史

### 発祥と武家文化
仙台箪笥の起源は江戸時代末期、幕末の動乱期に向かう19世紀半ば頃に遡る。仙台藩の城下町に集住した職人たちによって、地場産業として誕生したとされる。当初の目的は、武士階級の実用的な要求に応えることであり、刀や裃（かみしも）、証文といった重要な品々を安全に収納するための堅牢な家具であったとされる。
その原型は「野郎箪笥（やろうだんす）」と呼ばれ、上段に刀を収めるための長い引き出し、左側に複数の引き出し、そして右下には錠前付きの開き戸（帳場）を備えるという独特の構成を持っていた。この構造は、防犯性を重視した武家社会の需要を色濃く反映している。一方で、武家だけでなく商家の需要もあり、現存する古い箪笥の中には、明治中期の旅籠で使われたとされるものも確認されている。
その独特の美意識は、仙台藩祖・伊達政宗が築いた「伊達文化」に深く根差しているとされる。伊達文化は、安土桃山文化の豪華絢爛さに、政宗個人の意表を突く「粋（いき）」な感性が融合したものである。政宗自身は仙台箪笥の誕生より前の人物であるが、彼が工芸を奨励した政策と、武勇と華美を両立させる「伊達者」の気風が、仙台箪笥の力強く華麗な意匠の文化的土壌を育んだと言える。

### 明治・大正期の発展と海外への展開
明治時代に入り武士階級が解体されると、仙台箪笥はその需要の対象を広げ、明治中期頃からは一般の嫁入り道具としての性格を強めていった。1896年（明治29年）頃には、市内の南町で「仙台たんす」と銘打って販売が始まり、明治後期には全国に販路を広げる業者も現れた。この時期、塗装技法にも大きな発展が見られた。江戸末期から明治期にかけての箪笥は、顔料を加えない生漆を直接木地に摺り込んで仕上げる「はな塗り」が主流であった。その後、明治末期から大正初期にかけて、鏡のような光沢を持つ「木地呂塗り」が考案・完成された。従来の記録では1900年（明治33年）頃に永野萬蔵が完成させたとされ、この新しい技法が仙台箪笥の代名詞となっていく。
日本の開国は、仙台箪笥に国際的な舞台をもたらした。1907年（明治40年）、仙台在住のドイツ人貿易商によって初めて海外に輸出された。1910年（明治43年）にはロンドンで開催された日英博覧会にも出品された。本格的な輸出の隆盛は、1919年（大正8年）に横浜の米国人貿易商が大量に買い付けたことを契機とし、1921年（大正10年）から1923年（大正12年）頃に最盛期を迎えた。この時期は「箪笥といえば仙台」と言われるほどの黄金期であった。

### 昭和期と戦後の変遷
昭和に入り、戦時体制下では豪華な金具の製作が難しくなったが、技術は途絶えることなく受け継がれた。しかし、1945年（昭和20年）の仙台空襲により、市内の多くの箪笥職人が店や道具、そして貴重な製品や資料を焼失するという大きな打撃を受けた。
戦後は、進駐軍のアメリカ人兵士らがその豪華な外観に目をつけ、土産物として買い求めたことで一時的に需要が回復した。この時期には買い手の好みに合わせ、伝統的な牡丹や唐獅子の意匠ではなく、龍や富士山といった派手な彫刻を施した金具が取り付けられることもあり、本来の様式とは異なるものが作られた時期でもあった。また、第二次世界大戦後、仙台箪笥の塗装は木地呂塗りが主流となっていった。産業の復興と振興のため、1954年（昭和29年）に「仙台箪笥工業協同組合」が、1957年（昭和32年）には「仙台箪笥商業協同組合」が設立された。これらが、現在の仙台箪笥協同組合の母体となっている。

### 伝統的工芸品としての指定
指定を目指す活動は1980年代半ばに始まったが、申請資格を持つ法人格の組織がなかったため、2008年（平成20年）に「仙台箪笥協同組合」が設立された。1945年（昭和20年）の仙台空襲で多くの歴史的な箪笥が焼失し、100年以上の歴史を証明する物証の確保が困難であったが、組合は宮城県の協力を得て現存する明治期の箪笥を探し出し、その歴史的価値を立証した。
これらの長年の努力の末、2015年（平成27年）6月18日、仙台箪笥は正式に経済産業大臣指定伝統的工芸品となった。これは宮城県内では24年ぶりの新規指定であった。この指定により、認定製品には「伝統マーク」の使用が許可され、職人は国家資格である「伝統工芸士」の認定試験を受けることが可能となった。

## 製作工程
木地づくり
木地づくりは、箪笥の品質と寿命を決定づける基礎となる工程である。原木は伐採後、歪みや割れを防ぐために数年から十数年かけて自然乾燥される。一人の指物師が、木材の選定（木取り）から最終的な組み立てまでを一貫して手掛け、蟻組やほぞ組といった釘を使わない伝統的な組手技法を駆使して、堅牢な構造体を作り上げる。
漆塗り
漆塗りは、仙台箪笥に深い艶と耐久性を与える工程であり、その出来栄えは下地づくりに大きく左右される。指物師から受け取った木地の細かな調整から始まり、下地、中塗り、上塗りと数十の工程を数か月から、ものによっては3年以上かけて行うこともある。代表的な木地呂塗りは、透明度の高い透漆（すきうるし）を使用し、塗布、乾燥、研磨という一連の作業を繰り返し、下にある欅の木目が美しく浮かび上がる鏡面のような仕上がりを実現する。
金具製作
金具は、仙台箪笥の「顔」とも言える最も装飾的な要素である。その技術は日本刀の鍔（つば）の製作技術から発展したとされ、装飾性だけでなく、箪笥の構造を補強する重要な役割も担う。金具師は、厚さ1mm前後の鉄や銅の板の裏から、様々な形状の鏨（たがね）と金槌を用いて叩き、表面に立体的な浮き彫り模様を創り出す「打ち出し」技法を用いる。完成した金具は、九分厘（約2.7cm）の丸釘などを用いて木地に頑丈に打ち付けられる。

## 現代の仙台箪笥産業

### 主要な組織と事業者
仙台箪笥協同組合仙台箪笥業界の中心的な組織。戦後に設立された工業組合と商業組合を母体とし、2008年（平成20年）3月に改めて設立された。伝統マーク認証による品質管理、後継者育成、国内外への普及活動など、業界全体の振興を担う。
株式会社門間箪笥店1872年（明治5年）創業。仙台箪笥の製造元として最も長い歴史を持つ老舗の一つ。
欅産業株式会社仙台市内および利府町に大規模なショールームを構える主要な製造・販売業者。

### 課題と未来への取り組み
現代の仙台箪笥産業は、生活様式の変化による需要の減少、それに伴う熟練職人の高齢化と後継者不足という深刻な課題に直面している。こうした状況に対し、業界は未来を見据えた様々な取り組みを進めている。
後継者育成協同組合や各事業者が、見習いの雇用や職業訓練校での指導、一般向けの製作体験プログラムなどを通じて技術継承を図っている。
新商品開発と海外展開現代の市場ニーズに応えるため、伝統技術を活かした小型の製品開発や、海外市場の開拓が積極的に進められている。協同組合は、欧州市場向けにシガーケースや時計入れといった小型製品を開発する市場適応戦略を採る。一方で、門間箪笥店は、アジアの富裕層向けに伝統的な様式美をそのまま伝える標準化戦略で成功を収めている。
修理・再生事業仙台箪笥のもう一つの重要な事業が、古い箪笥の修理・再生である。堅牢な作りのため、数十年、百年以上前のものでも、漆の塗り直しや金具の修復を行うことで新品同様に蘇らせることが可能である。このサービスは、伝統技術を保存し、その価値を次世代に伝える上で不可欠な役割を担っている。

## 関連施設
- 仙臺箪笥歴史工芸館: 仙台箪笥協同組合が運営するギャラリー。仙台市青葉区のユノメ家具本店内にあり、時代ごとの仙台箪笥を展示している[21]。

- 仙台箪笥伝承館: 門間箪笥店に併設された博物館。仙台市若林区に位置し、工房、店舗、博物館が一体となっている。建物は国の登録有形文化財に登録されている[22]。